# Muda (Japans)
Muda (無駄) is een Japanse term voor alles wat een verspilling is. Deze term wordt hoofdzakelijk gebruikt binnen de concepten van lean manufacturing.
Er zijn zeven muda's (soms wordt er nog een bijkomende achtste en negende opgesomd).
- Transport: onnodig bewegen van producten, machines of mensen
- Inventaris: voorraden, gereedschappen en machines in huis hebben
- Beweging: te veel beweging
- Wachten: producten, machines of mensen stil laten staan
- Overspecificatie: producten beter maken dan waarvoor de klant betaalt
- Overproductie: te veel producten maken die blijven liggen en/of weggegooid worden
- Defecten/rework: producten maken die niet goed zijn en dus geen geld opbrengen

- Talent: het niet toepassen van menselijke kennis en kunde en ideeën
- Energie: verspillen van onze natuurlijke hulpbronnen

Als geheugensteun wordt ook wel het acroniem "TIMWOOD" of "TIM WOODSE" gebruikt. De letters staan dan elk voor de beginletter van de Engelse term: T: Transportation I: Inventory M: Motion W: Waiting O: Over-processing O: Over-production D: Defect  S: Skills  E: Energy